# Rourea bahiensis
Rourea bahiensis là một loài thực vật có hoa trong họ Connaraceae. Loài này được Forero miêu tả khoa học đầu tiên năm 1976.

## Phân bố
Loài này có tại đông bắc Brasil (bang Bahia).